# Siegfried Buback
Siegfried Buback (ur. 3 stycznia 1920 w Wilsdruff, zm. 7 kwietnia 1977 w Karlsruhe) – niemiecki prawnik, prokurator generalny, zamordowany przez radykalnie lewicowych terrorystów z RAF.

## Życiorys
Studiował prawo w Lipsku. W 1940 złożył wniosek o przyjęcie go do partii nazistowskiej, w tymże roku pozytywnie rozpatrzony. W 1941, w wieku 21 lat, zdał pierwszy egzamin prawniczy. W czasie II wojny światowej służył w Wehrmachcie. W 1947 wrócił z niewoli i w 1950 zdał drugi państwowy egzamin. Karierę prawniczą rozpoczął w 1950, jako asesor w Dolnej Saksonii. W 1953 został prokuratorem. Sukcesywnie awansował i w 1974 został prokuratorem generalnym. Odpowiedzialny był między innymi za ściganie terrorystów z RAF.

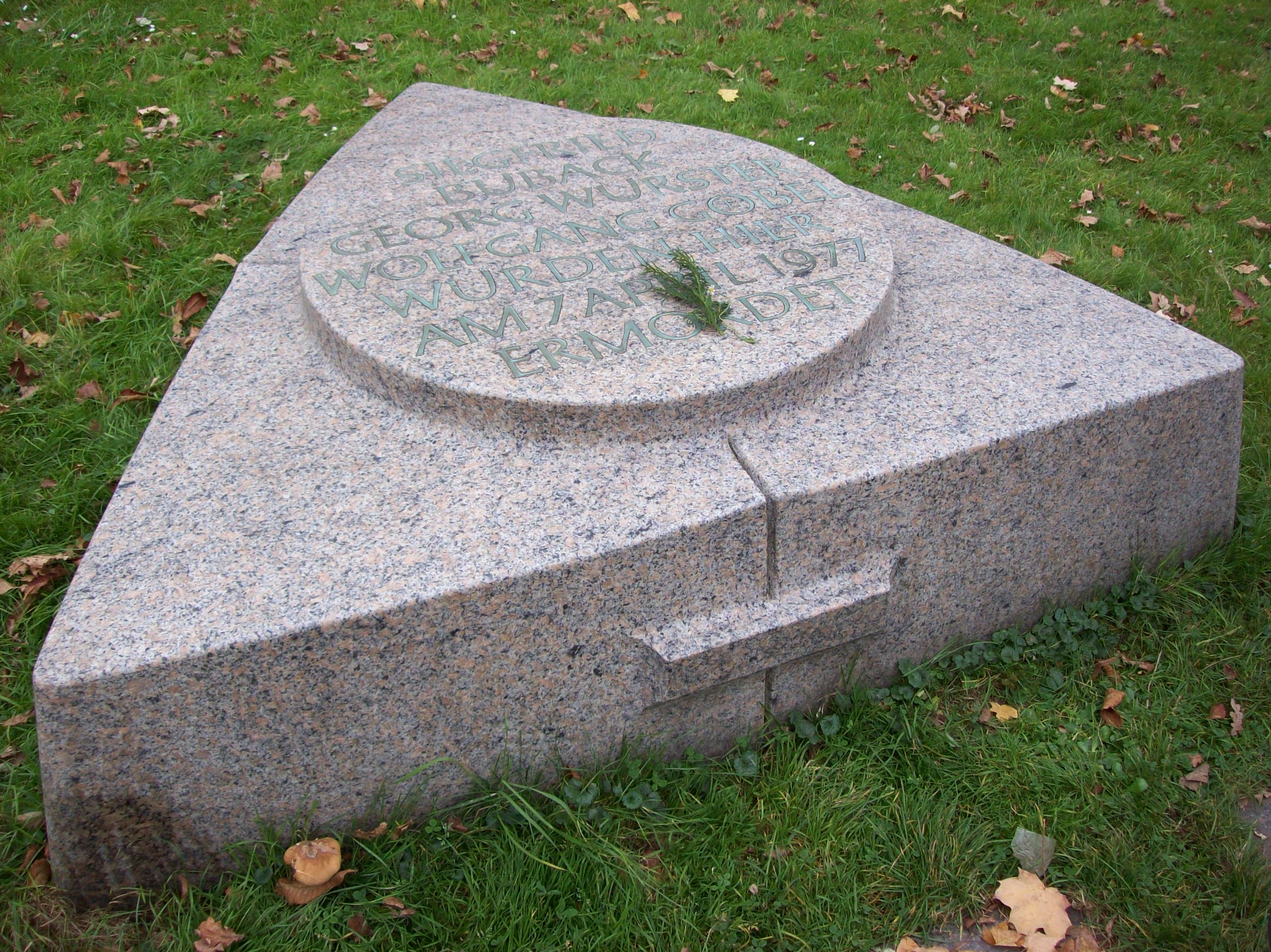
Pomnik w miejscu zamachu na Siegfrieda Bubacka

Został przez nich zastrzelony 7 kwietnia 1977, w samochodzie służbowym. Wraz z nim zginął kierowca Wolfgang Göbel. Siedzący obok prokurator Georg Wurster zmarł wskutek odniesionych ran.
Mimo wytypowania i skazania potencjalnych sprawców, nie udało się ustalić kto dokładnie zastrzelił Bubacka. W kręgu podejrzanych znaleźli się: Christian Klar, Knut Folkerts, Brigitte Mohnhaupt, Günter Sonnenberg i Stefan Wisniewski.